# Estação Gribaumont
Gribaumont é uma estação da linha 1 do Metro de Bruxelas.